# Christine Deschamps
Christine Deschamps és una bibliotecària francesa. Va ser presidenta de la Federació Internacional d'Associacions de Biblioteca i Institucions (IFLA) de 1997 a 2003. En la seva possessió el 1997 va declarar que lideraria el sector bibliotecari cap a un veritable treball internacional, molt més inclusiu per als que l'anglès no era la seva primera llengua. Va declarar que volia que la seva presidència fos recordada com un mandat pragmàtic.

## Trajectòria professional
Christine Deschamps va ser l'última presidenta de l'IFLA que va exercir abans que es canviessin els estatuts de la Federació Mundial de Bibliotecaris a un model on en comptes d'elegir el president, es triaria un president electe dos anys abans de convertir-se en president de la Federació. Va ser reelegida després del seu mandat de 4 anys (1997 a 2001) per exercir per dos anys més com a presidenta (2001 a 2003), on va promoure el treball de les biblioteques en l'era de la informació global, l'educació i el desenvolupament d'estàndards.
Abans de ser presidenta de la Federació Mundial de Bibliotecaris, Christine Deschamps es va exercir en diferents càrrecs en biblioteques universitàries parisenques i també al Ministeri d'Educació a França.

### Les biblioteques i la Cimera Mundial de la Societat de la Informació
Christine va fer cridats perquè a la Cimera Mundial de Nacions Unides sobre la Societat de la Informació es reconeguessin a les biblioteques com a participants clau per tancar la bretxa digital. La bretxa digital i els filtres d'Internet van ser temes que va treballar durant els Congressos Mundials d'Informació.
Sota el seu mandat es va llançar el Primer informe mundial sobre biblioteques i llibertat intel·lectual i va fer declaracions sobre les publicacions electròniques i dret d'autor. Aquest treball va produir dos comitès a la Federació de Bibliotecaris: el Comitè sobre Copyright (Copyright and Another Legal Matters o CLM per les sigles en anglès) i el de Llibertat d'Expressió i Llibertat d'Accés a la informació (FAIFE per les sigles en anglès).

### Un sector bibliotecari descentralitzat
Deschamps va treballar per descentralitzar el poder a la Federació Internacional de Bibliotecaris (IFLA), on va esmentar que sentia "que rebalancear el poder en l'organització de l'IFLA és necessari perquè hi ha molta influència d'Europa i Amèrica del Nord" i que els països en desenvolupament haurien de tenir una major participació en la Federació.

## Premis i distincions
- Va ser reconeguda com a integrant honorària de l'IFLA (Honorary Fellow en anglès) el 2003,[12] juntament amb Marianne Scott.
- Va ser reconeguda amb el reconeixement de l'Ordre Nacional de la Legió d'Honor (en francès Chevalier dela Legió d'Honor) el 2001, la més alta condecoració a França, decidida pel president d'aquest país, dedicant aquest honor a les biblioteques.[13]

## Treballs publicats
- European Conference of Medical Libraries. Brussels, B., Walckiers, M., & Deschamps, C. (1987). Medical libraries.
- Deschamps Christine. (1991). Interlending between academic libraries in France – A review. Interlending & Document Supply, 19(2), 35–38. doi:10.1108/02641619110154522.
- Deschamps Christine. (1991). FOUDRE – Electronic access to documents in the French academic community. Interlending & Document Supply, 19(4), 127–130. doi:10.1108/02641619110154603.
- DESCHAMPS, C. (1991). Cooperation and Networking between French Libraries. Libri, 41(4), 262.
- Deschamps, C. (1991). La normalisation. Psychologie sociale expérimentale, 87-100
- Deschamps, C. (1992). Le projet européen ION. Interlending OSI network). Bulletin d'informations de/'Association des Bibliothécaires Francais, 157, 18-19.
- Deschamps, C. (1994). The electronic library. Bielefeld conference, 1994. Libri, 44(4), 304-310. doi.org/10.1515/libr.1994.44.4.304
- Deschamps, C. (1995). Book Reviews : Feeney, Mary and Grieves, Maureen (eds) Changing information technologies: research challenges in the economics of information. 1995, London: Bowker-Saur, xviii, 366pp, £30.00. Journal of Librarianship & Information Science, 27(4), 241.
- Deschamps, C. (1998). OCLC in Europe. Journal of Library Administration, 25(2–3), 141–157. doi:10.1300/J111v25n02_14.
- Deschamps, C. (1998). Babel as a Blessing? Strategies for Communication within the World Library Community. IFLA Journal, 24(5/6), 304.
- Blanc, J. L., & Deschamps, C. (1999). Copernicus 1998: funded joint research projects, concerted actions and accompanying measures.
- Deschamps, C. (1999). Presidential Address, IFLA Bangkok Conference, August 1999. IFLA Journal, 25(5/6), 271.
- Deschamps, C. (2000). Presidential Address, IFLA Jerusalem Conference, August 2000. IFLA Journal, 26(5/6), 337. doi:10.1177/034003520002600505.
- Deschamps Christine. (2000). Electronic publishing and copyright. Interlending & Document Supply, 28(4). doi:10.1108/ilds.2000.12228daa.001.
- Deschamps, C. (2001). President’s Annual Report to the 67th IFLA Conference in Boston. IFLA Journal, 27(5/6), 297. doi:10.1177/034003520102700502.
- Deschamps, C. (2001). Can libraries help bridge the digital divide?. Nordinfo-Nytt, 24(4), 62-66.
- Deschamps, C. (2003). Round table: open access issues for developing countries. Information Services & Use, 23(2/3), 149-59.
- Deschamps, C. (2003). IFLA Report 2003. IFLA Conference Proceedings, 1–6
- Deschamps, C., & Law, D. (2009). LETTERS TO THE EDITOR: IFLA, Human Rights, and Social Responsibility. IFLA Journal, 35(1), 5–6. doi:10.1177/0340035208102027.